# Monsieur de Phocas
Monsieur de Phocas (sous-titré Astarté) est un roman de Jean Lorrain, écrivain français de la Belle Époque, paru en 1901.

## Historique
Le roman paraît d'abord en feuilleton dans Le Journal du 13 juin au 6 août 1899. Il est publié en 1901 chez Paul Ollendorff et porte une dédicace à l’écrivain et critique d’art Paul Adam : « Mon cher Paul Adam, Voulez-vous me permettre de dédier, autant à l’auteur de la Force et du Mystère des Foules qu’à l’ami sûr et à l’artiste rare, l’évocation de ces misères et de ces tristesses, en témoignage de mon admiration et de ma sympathie grandes pour le caractère de l’homme et la probité de l’écrivain. Jean Lorrain. Cannes, 1er mai 1901 ».

## Résumé
Héros du roman, le duc Jean de Fréneuse, héritier d’une lignée finissante d’aristocrates, éthéromane et pervers blasé, se présente au narrateur sous le nom de M. de Phocas (un nom emprunté à un empereur byzantin) pour lui confier son journal intime, dans lequel il a consigné les dégoûts et les vices que lui inspire son époque.  
Ce sont ces pages que le narrateur propose et qui constituent la quasi-totalité du roman : « je les transcris telles quelles, dans le désordre incohérent des dates, mais en en supprimant, néanmoins, quelques-unes d’une écriture trop hardie pour pouvoir être imprimées ». 
On y découvre l’obsession du duc de Fréneuse pour une « certaine transparence glauque », obsession autour de laquelle le texte se construit.  Il y raconte sa vie d'esthète éthéromane, qui « souffre depuis des années d'une chose bleue et verte ». Le duc traque cette lueur verte - d'abord décelée dans les yeux de l’Antinoüs du Louvre - dans l’éclat des pierres précieuses, dans les yeux des portraits, des statues, des masques de cire et des individus. Cette quête, à travers laquelle les vices, les névroses et les visions de Fréneuse sont révélées, l’amène à rencontrer Claudius Ethal, qui lui propose de le guérir de son obsession dévorante. Ce personnage maléfique le poussera au contraire jusqu’aux derniers degrés de la perversion, avant que Fréneuse ne se délivre de son emprise en le tuant. 
Sur les conseils de sir Thomas Welcôme, le duc abandonne son passé à son journal et — renaissant sous un nouveau nom s’enfuit pour l’Égypte afin d'y entamer une vie nouvelle. 
Cependant l’intrigue reste secondaire : y dominent l’imaginaire, l’onirisme et les fantasmes du duc de Fréneuse, digne représentant d’un monde finissant. La suite du manuscrit, pourtant promise au narrateur dans le premier chapitre n'arrivera jamais, et le roman prend fin sur l'annonce de ce voyage.
Il s'agit de l'une des œuvres majeures de la littérature dite « décadente ». Monsieur de Phocas est à rattacher à deux autres œuvres de Lorrain, mettant en scène elles aussi la décrépitude morale d’aristocrates « fin de race » : Monsieur de Bougrelon, et Les Noronsoff, qui semblent constituer des projections paroxystiques de l’auteur.

## Influences
Monsieur de Phocas est un roman à clé, faisant écho aux pratiques littéraires et artistiques de son temps. On y devine les figures de l’époque, comme autant de célébrités fantomatiques et déguisées. Les deux personnages principaux du roman, le duc de Fréneuse et le peintre Claudius Ethal, sont inspirés par des célébrités de l’époque : Robert de Montesquiou de qui Lorrain reprend les tics et les vices pour créer le duc de Fréneuse ; Whistler, qui partage avec Ethal le goût du théâtral et les frasques vestimentaires, et Oscar Wilde dont il tient la dimension de l’horreur. 
On retrouve aussi le joaillier Lalique, pour lequel Lorrain avait une admiration profonde en Barruchini, l’orfèvre sur lequel le narrateur a écrit les pages qui ont conduit Fréneuse à lui confier son manuscrit ; mais aussi Sarah Bernhardt, et d’autres figures du siècle finissant, dissimulées dans les portraits monstrueux et caricaturaux de la société entourant Fréneuse. 
L’ouvrage se présente comme une véritable marqueterie littéraire, se dissimulant derrière les mots et les images des autres. Les premiers mots du duc de Fréneuse sont à ce titre empruntés à d’autres : « C’était d’abord sur le premier feuillet cette citation tronquée de Swinburne, […] Et puis ces quatre vers de Musset tirés d’A quoi rêvent les jeunes filles ». 
Le texte est émaillé de citations et d’emprunts, allant souvent jusqu’au plagiat, les allusions à des œuvres extérieures sont multiples, pas toujours explicites, appartenant à la peinture, à la sculpture ou à l’art littéraire. 
Le roman, publié quinze ans après A rebours de Huysmans est marqué par son influence. En témoigne la figure de Fréneuse, aristocrate décadent, dandy, dont la quête esthétique l’amène à se couper du monde. Son admiration pour Gustave Moreau le rapproche de des Esseintes « Gustave Moreau, l’âme de peintre et de penseur qui m’a toujours le plus troublé ! », de même que la présence récurrente de la figure de Salomé : « les Salomés dansant devant Hérode, leurs chevilles cerclées de sardoines, et le geste hiératique de leur bras droit tendu » .
Y résonnent les mots des autres : allusion à Rachilde et à son roman Les hors-nature, mœurs contemporaines, 1897  : « Tous et toutes sentent en moi un être hors nature » p. 154 ; à Mirbeau dont il emprunte le titre Le Jardin des supplices, pour sa formule qu’il attribue à Fréneuse : « Les mornes trahisons des regards et des bouches / Sommeillent dans la nuit de vos pétales lourds / Turgides floraisons d’un jardin de supplices »; à Nodier encore, et son roman Smarra ou les démons de la nuit, nommant un chapitre du roman Smara. C’est un réseau complexe de références qui enveloppe Monsieur de Phocas. Le roman adopte les thèmes de l’époque, en reprend les tics, jusqu’à dissimulation de l’authentique. 
L’imaginaire des contes fantastiques est très présent dans le roman, et c’est d’ailleurs à « un personnage de conte d’Hoffmann ! » qu’est dès les premières pages assimilé Fréneuse. L’étrange, le double, l’inquiétude allant jusqu’à l’effroi : le vocabulaire fantastique inonde le roman.  
Enfin, la dette baudelairienne est assumée par Lorrain autant qu’il en pervertit les thèmes et le vocabulaire, dans une optique de dégradation de l’idéal. Claudius Ethal est cet « anglais spleenétique » que Fréneuse tue pour se libérer de son influence. L’image de la fleur abonde, mais c’est une fleur « vénéneuse », une fleur en décrépitude, abîmée par l’époque, (« L’homme aux mains baguées continuait de baver sur les lis ») dont il faut se détacher. 

## Style

### Lexique
La langue de Lorrain dans Monsieur de Phocas est une langue soutenue, mais resserrée autour des champs lexicaux de la mort, de la dépravation, de la peur et des termes plus spécifiques des beaux-arts et de l’artisanat (sculpture, peinture, joaillerie). Le métal et les pierres précieuses, au cœur de la quête du duc de Fréneuse qui y cherche son idéal érotico-esthétique, sont décrits avec toute la palette des couleurs romantiques. On y lit une dégradation de la couleur, le vert est « verdâtre » et « glauque » ; le bleu « liquide » et « sombre ». 
Ce lexique particulier joue sur les récurrences. La cire, le masque, l’horreur, la pourriture : autant de mots aux occurrences répétées qui participent de la création d’une atmosphère inquiétante et perverse. Lorrain produit un champ lexical de la mort étendu, car les mots assemblés rappellent toujours le cadavre : ainsi du masque et de la cire, de la statue et de la pierre ; sous le regard du duc de Fréneuse la réalité prend la forme décrépite des macchabées.

### Syntaxe
La prédominance des phrases exclamatives donne au style de Lorrain une coloration romantique. C'est dans un lyrisme exacerbé que s'expriment les perversions et les troubles de Fréneuse, mais l'émotion révélée est mauvaise, malsaine, non pas contemplative mais subie.  
Dans tout ce qui a trait à l’esthétique, dans les descriptions du monde qui entoure Fréneuse la langue est faite de phrases complexes : subordinations et juxtaposition. Cet appareil syntaxique fonctionne comme un regard se posant sur l’objet décrit, allant du général au particulier. Le particulier, le factum étant ce qui anime Fréneuse, la lueur dans la gemme, l’éclat dans le masque, c’est un regard associé à la morbidité que la langue révèle. 
Ainsi, la perversité du duc est un mouvement vers la décrépitude qui pervertit tout ce qu’il voit. Un soir à l’opéra il observe le monde parisien qui l’entoure et sous son regard et celui d’Ethal, la réalité se détériore. Une belle femme devient dans un mouvement du langage un animal, ce qui est humain s’associe au minéral pour en devenir identique. Cette construction caractéristique du roman, partant de l’apparence et du vivant pour se terminer sur l’étrangeté, le minéral, crée une équivalence entre l’inanimé et le vivant avec une mise en valeur constante de la morbidité.
La fin d’une période descriptive s’arrête toujours sur le décrépit : l’apparence se dévoile au lecteur, le visage humain se fait masque de cire, objet métallique, sculpture de pierre. Cela correspond à la recherche de Fréneuse, lui qui poursuit partout cet « éclat glauque » : la phrase suit ce même mouvement, déshabille le réel, révèle l’illusion, le point final, et la dernière proposition est toujours celle qui dévoile, vers la vérité. Mais cette vérité est un travestissement, encore un masque et le langage habillant le réel de strates superposées, comme autant de couches de maquillage fonctionne lui-même comme un masque. C’est une écriture à la recherche du factum, de ce qui retient l’attention ; ce factum étant unique (l’éclat morbide des yeux mourants, l’idéal perdu des statues antiques) l’écriture se répète autant que le monde qui entoure Fréneuse est fait de répétitions : c’est toujours la même illusion.
Les phrases interrogatives, conséquentes, rendent compte des doutes de Fréneuse, témoignant d'une réalité mouvante et incertaine. Elles ont trait généralement à Ethal, car se pose sur lui la question de l'identité. C'est un double maléfique de Fréneuse, un double agissant qui l'entraîne vers "la vérité" : la vérité "des masques". L’interrogation insuffle un mouvement vers Ethal, toujours vers l’incertain mais avec volonté de dévoilement de l’illusion.

### Figures
Les constructions stylistiques de Lorrain sont celles d'un langage très orné. On y trouve beaucoup d’adjectifs et d'adverbes d’intensité. L'appareil rhétorique est riche autant que répétitif : comparaison, métaphore, énumération, expansion, anaphore, oxymore, synecdoque. 
La construction substantif + adjectif est quasi constante ainsi qu'adjectif + adverbe. Les attributs sont doubles; x et y. Cela a pour effet une accumulation d’informations jusqu’à dissimulation du propos, rien de ce qui est décrit n'est absolument mais demande toujours à être précisé, rectifié. La recherche de Fréneuse est doublée dans le langage. La profusion d'informations permet la transmission des perceptions accumulées, tout en éclatant le sens de l'objet décrit, cette quête n'arrive pas jusqu'à la synthèse. La précision du réel, dans un mouvement paradoxal s'apparente à une transformation fantasmagorique. Le duc, dans son obsession de la gemme parfaite, de la beauté immédiate et totale ne se concentre pas moins sur l'ornement et le particulier. Ce mouvement est repris par le langage qui, extrêmement orné, complexifiant le réel apparaît malade et déviant, incapable de dire le vrai. 
Les synecdoques sont de ce fait remarquables et fréquentes. Dès les premières pages du roman, le narrateur se souvient de Monsieur de Phocas (ou du duc de Fréneuse) à travers sa main, la main - baguée, porteuse de ces gemmes à l'éclat recherché - fonctionnant comme une synecdoque du personnage : « ce jour-là, la main dégantée du duc de Fréneuse planait avec d’infinies lenteurs au-dessus d’un tas de pierres dures […] ; et la main parfois se posait,[…] désignant du doigt la gemme choisie… ».